# 旧圣佩德罗
旧圣佩德罗是葡萄牙布拉干萨区的一个堂区。总面积23.54平方公里，总人口413人，人口密度17.5人/平方公里。